# Josh Wilson
Cet article concerne le joueur de baseball américain. Pour le musicien américain, voir Josh Wilson (musicien).
Pour les articles homonymes, voir Wilson.
Joshua Aaron Wilson (né le 26 mars 1981 à Pittsburgh, Pennsylvanie, États-Unis) est un joueur de champ intérieur de baseball évoluant surtout au poste d'arrêt-court. À l'exception de l'année 2012, il joue dans les Ligues majeures de baseball de 2005 à 2015.

## Carrière

### 1999-2005: Marlins
Josh Wilson est un choix de troisième ronde des Marlins de la Floride en 1999. Rappelé des ligues mineures à la fin de la saison 2005, il joue son premier match dans les majeures le 7 septembre pour les Marlins. Le 2 octobre, à sa onzième partie jouée, il réussit son premier coup sûr dans les grandes ligues, un double obtenu aux dépens du lanceur Kyle Davies, des Braves d'Atlanta. Ce sera son seul coup sûr dans l'uniforme des Marlins.

### 2006-2007: Rockies, Nationals et Devil Rays
Échangé aux Rockies du Colorado en janvier 2006, Wilson passe l'année en ligues mineures à jouer pour les Sky Sox de Colorado Springs, le club-école de niveau AAA des Rockies dans la Ligue de la côte du Pacifique. Devenu agent libre après la saison, il signe en novembre un contrat avec les Nationals de Washington. Il voit cependant peu d'action dans la capitale américaine et ne joue que 15 parties avant d'être réclamé au ballottage par les Devil Rays de Tampa Bay le 10 mai 2007. Complétant la saison en Floride, Wilson maintient une moyenne au bâton de, 251 avec Tampa, et ce en 90 parties jouées. Il produit 24 points et frappe deux coups de circuit, dont le premier de sa carrière le 30 août contre le lanceur Jeremy Guthrie des Orioles de Baltimore. Chose rare pour un joueur de position, Wilson est utilisé comme lanceur dans un match des Rays : il accorde un coup sûr et un but-sur-balles mais aucun point en une manche lancée contre son ancienne équipe, les Marlins, lors d'un match inter-ligue le 8 juin.

### 2008: Pirates et Red Sox
Wilson est laissé sans protection durant l'entre-saison et les Pirates de Pittsburgh le réclament au ballottage à leur tour le 3 décembre 2007. Le 2 août 2008, il est cédé aux Red Sox de Boston pour compléter une transaction effectuée précédemment, celle à trois équipes entre Pittsburgh, Boston et les Dodgers de Los Angeles qui avait impliqué entre autres les vedettes Manny Ramirez et Jason Bay. Wilson passe 2008 dans les mineures en Ligue internationale, d'abord avec les Indians d'Indianapolis, club-école des Pirates, puis chez les Red Sox de Pawtucket.

### 2009: Diamondbacks et Padres
En décembre 2008, Josh Wilson rejoint les Diamondbacks de l'Arizona, qui mettent sous contrat le joueur autonome. Le 15 mai 2009, le joueur de champ intérieur change encore d'équipe via la procédure de ballottage. Cette fois, les Padres de San Diego font son acquisition. À l'instar des Devil Rays deux ans plus tôt, Arizona et San Diego font aussi appel, en une occasion chacun, aux services de Wilson comme lanceur. Le 7 juin 2009, alors qu'il s'aligne avec les Padres dans un très long match, justement contre les Diamondbacks, où l'égalité de 6-6 persiste depuis la neuvième manche, il est appelé au monticule en 18e manche. Il accorde trois points à l'adversaire et est déclaré lanceur perdant dans le revers des Padres.

### 2009-2011: Mariners
Le 15 juin 2009, il est réclamé au ballottage par les Mariners de Seattle. Il termine l'année avec une faible moyenne de, 219, trois circuits et 13 points produits, après 11 parties disputées avec les Diamondbacks, 16 avec les Padres et 45 pour les Mariners. 
En décembre, il signe un nouveau contrat avec Seattle pour la saison 2010. C'est durant celle-ci qu'il voit le plus d'action depuis son entrée dans les majeures : 108 parties jouées. Il bat ses records personnels de coups sûrs (82) et de points produits (25).
Il est invité à l'entraînement de printemps 2011 des Mariners. Le joueur d'arrêt-court, qui joue aussi occasionnellement au deuxième but, compétitionne avec Adam Kennedy pour le poste au deuxième coussin mais est libéré par l'équipe à quelques jours du début de la saison régulière.

### 2011: Diamondbacks
Il rejoint en avril 2011 les Diamondbacks de l'Arizona  mais ne maintient qu'une moyenne au bâton de, 200 en six matchs avec le club. 

### 2011: Brewers
Cédé au ballottage par les Diamondbacks, Wilson est réclamé le 25 mai 2011 par les Brewers de Milwaukee. Il frappe pour, 227 en 54 parties pour les Brewers, terminant la saison 2011 avec une moyenne de, 224, deux circuits et cinq points produits en 60 parties jouées.

### Braves d'Atlanta
Le 22 novembre 2011, Wilson signe un contrat des ligues mineures avec les Braves d'Atlanta.

## Statistiques
| Saison | Équipe     | G   | AB  | R  | H   | 2B | 3B | HR | RBI | SB | BA   |
| ------ | ---------- | --- | --- | -- | --- | -- | -- | -- | --- | -- | ---- |
| 2006   | Floride    | 11  | 10  | 2  | 1   | 1  | 0  | 0  | 0   | 0  | .100 |
| 2007   | Washington | 15  | 19  | 3  | 1   | 0  | 0  | 0  | 0   | 0  | .053 |
| 2007   | Tampa Bay  | 90  | 263 | 25 | 66  | 15 | 3  | 2  | 24  | 6  | .251 |
| 2009   | Arizona    | 27  | 64  | 3  | 10  | 3  | 0  | 0  | 3   | 0  | .156 |
| 2009   | San Diego  | 16  | 38  | 2  | 4   | 2  | 0  | 0  | 1   | 0  | .105 |
| 2009   | Seattle    | 45  | 128 | 16 | 32  | 8  | 1  | 3  | 10  | 1  | .250 |
| 2010   | Seattle    | 108 | 361 | 22 | 82  | 14 | 2  | 2  | 25  | 5  | .227 |
| Totaux | Totaux     | 296 | 845 | 71 | 192 | 41 | 6  | 7  | 62  | 12 | .227 |

Note : G = Matches joués ; AB = Passages au bâton; R = Points ; H = Coups sûrs ; 2B = Doubles ; 3B = Triples ; 
HR = Coup de circuit ; RBI = Points produits ; SB = Buts volés ; BA = Moyenne au bâton.